# Guillermo Suárez Mason

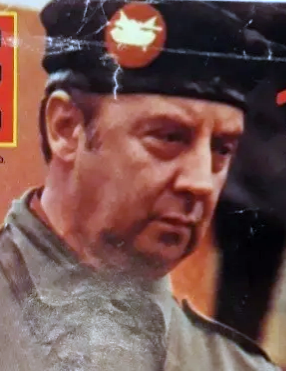
Guillermo Suárez Mason

Carlos Guillermo Suárez Mason (* 24. Januar 1924 in Buenos Aires, Argentinien; † 21. Juni 2005 in Buenos Aires) war ein argentinischer General, der eine Hauptrolle bei der Entführung und Ermordung von bis zu 30.000 Oppositionellen durch die Militärdiktatur von 1976 bis 1983 spielte. Die Opfer wurden als Desaparecidos (span. „Die Verschwundenen“) bekannt, weil sie in der Regel heimlich entführt wurden und dadurch oft spurlos aus dem Leben „verschwanden“.

## Werdegang
Masón schlug als junger Mann eine Laufbahn im Argentinischen Militär ein. Am 28. September 1951 beteiligte er sich an dem erfolglosen Putschversuch gegen Juan Perón durch Benjamín Menéndez. Daraufhin ging er ins Exil nach Montevideo. 1955, nach dem dieses Mal erfolgreich gegen Perón geputscht worden war, wurde er mit Ehren durch die Militärs wieder in Argentinien empfangen.
Ab 1975 leitete er die 2. Führungsbehörde des Geheimdienstes (Jefatura II de Inteligencia) und das erste Armeekorps (I Cuerpo de Ejército). Er nutzte seinen Einfluss, um den Militärputsch im darauffolgenden Jahr mit vorzubereiten. 1976 war er direkt nach dem Putsch des Militärs übernahm das erste Armeekorps unter Suárez Mason die Kontrolle über die Hauptstadt Buenos Aires. Damit oblag ihm die Leitung von mehr als 60 geheimen Folterlagern der Junta. Diese Position behielt er bis 1979. Im Rahmen der Militärs gehörte er der Gruppe der „duros“ („Hardliner“) an, die im Gegensatz zu den „blandos“ („Weichen“) gegen eine Öffnung und für die Ausweitung der militärischen Macht, z. B. auch durch einen Krieg gegen Chile, waren. Im Jahre 1979 sagte er angeblich gegenüber einem Vertreter der Botschaft der USA, dass er jeden Tag zwischen 50 und 100 Todesurteile unterzeichne. Er war auch Kommandeur der Geheimdiensteinheit Batallón de Inteligencia 601, die für eine große Zahl von Morden und schwersten Menschenrechtsverletzungen verantwortlich war. Nach 1979 wurde er Chef des Heeresstabs (Jefe de Estado Major del Ejército) und beriet in dieser Funktion die USA im „Kampf gegen den Kommunismus“ in Bolivien, Honduras, El Salvador und Nicaragua. Zum Ende der Militärdiktatur, von 1982 bis 1983 wurde er zum Geschäftsführer des Erdöl-Unternehmens YPF ernannt und war ein nennenswerten Korruptionsvorgängen beteiligt.
Nach Rückkehr zur Demokratie 1983 flüchtete Suárez Mason zuerst nach Mittelamerika, dann in die USA, wo er zunächst vor einer Auslieferung protegiert wurde. Schließlich wurde er jedoch 1987 festgenommen und 1988 nach Argentinien ausgeliefert. Er wurde für die Entführung von 43 Personen und den Mord an 23 Personen verurteilt, jedoch 1990 durch den Präsidenten Carlos Menem amnestiert. 1999 wurde er erneut Angeklagt, dieses Mal wegen der Freigabe zur Zwangsadoption der Kinder von Verschwundenen, ein Verbrechen, welches in den Amnestieregelungen nicht berücksichtigt worden war. Italien, Deutschland und Spanien beantragten seine Auslieferung, weil er mutmaßlich auch ihre Staatsbürger ermorden hatte lassen. Im Jahr 2004 wurde er in Italien in Abwesenheit zu lebenslanger Haft verurteilt, wegen des Mordes an acht italienischen Staatsbürgern in Argentinien. Aufgrund seines Alters wurde er zunächst nicht ins Gefängnis verbracht, sondern stand unter Hausarrest. Nachdem er gegen diese Bedingung mit einer großen Feier anlässlich seines 80. Geburtstags verstoßen hatte, wurde er – unter erleichterten Haftbedingungen – in ein Gefängnis gebracht. Er starb im Alter von 81 Jahren an einem Herzinfarkt.
In Argentinien hatte er den Beinamen „Schlächter von El Olimpo“ („Carnicero de El Olimpo“).